# Hypsochila huemul
Hypsochila huemul is een vlindersoort uit de familie van de Pieridae (witjes), onderfamilie Pierinae.
Hypsochila huemul werd in 1964 beschreven door Peña.